# Tomás Biurrun Sotil
Tomás Biurrun Sotil (Mendigorría, 21 de diciembre de 1878-Pamplona, 7 de enero de 1941) fue un sacerdote español, doctor de Teología e investigador y escritor especializado en la historia del arte.

## Biografía
Realizó los estudios eclesiásticos en el Seminario de Pamplona. Aquí se ordenó en marzo de 1902, tuvo a su cargo sucesivamente las parroquias de Artajona (1902-1911), Los Arcos (1911-1912) y Peralta (1912-1938). Se doctoró en Teología en Roma en 1911. Desde 1938 fue profesor del Seminario de Pamplona y capellán de las Esclavas del Sagrado Corazón. Al crearse en 1940 la Institución Príncipe de Viana, fue nombrado miembro de su Consejo Permanente. Murió en Pamplona el 7 de enero de 1941.
En su estudio del arte religioso de Navarra exploraba numerosos archivos parroquiales, de protocolos notariales y los generales de Navarra y de la diócesis de Pamplona. Recibió del obispo Tomás Muñiz el encargo de redactar un Inventario del Arte religioso de la diócesis de Pamplona. La parte llevada a cabo se publicó en el Boletín de la Comisión de Monumentos Históricos y Artísticos de Navarra y en el Boletín Oficial Eclesiástico.

## Obras
Publicó también en otras revistas y periódicos artículos sobre el arte navarro.

«Su criterio, expresado en el prólogo del libro sobre el Renacimiento, era ofrecer una vía intermedia entre la investigación científica y la mera vulgarización. Sus publicaciones carecen de claridad expositiva y, sobre todo, de sentido crítico. Escribió dos libros sobre el Renacimiento (1935). Este último carece de índices alfabéticos y algunas de sus fotografías figuran con pies inexactos. El autor reconocía sus limitaciones pero no quiso dejar de sacar a la luz el resultado de tantos esfuerzos.»
Gran Enciclopedia de Navarra

Autor de diversas publicaciones, entre ellas: 
- Inventario de la riqueza artística de la diócesis de Pamplona, "Boletín de la Comisión de Monumentos de Navarra", 1928, pp. 142-264.
- Las tres iglesias de San Martín de Unx, "Euskalerriaren Alde", 1929, XIX.
- La Escultura Religiosa y Bellas Artes en Navarra, durante la época del Renacimiento, Aramburu, Pamplona, 1935, XVI-479 pp. Premio Biblioteca Olave (1935).
- Lope de Larrea y sus obras, Alava y Navarra, Artística hermandad, "Boletín de la Comisión de Monumentos de Navarra", 1935, XIX, 68-76.
- La sillería del coro de la catedral de Pamplona, "Boletín de la Comisión de Monumentos de Navarra", 1935, XIX, 286-307, 1936, XX, 110-116.
- La villa de Valtierra, "Boletín de la Comisión de Monumentos de Navarra", 1935, XIX, 185-198, 1936, XX 93-102.
- El arte románico en Navarra, o las órdenes monacales, sistemas constructivos y monumentos cluniacenses, sanjuanistas, agustinianos, cistercienses y templarios, Aramburu, Pamplona, 1936, VIII-719 pp. Premio Biblioteca Olave (1936).
- Gabriel Joli, escultor, 1537, "Boletín de la Comisión de Monumentos de Navarra", 1937, XIX, 153-158.
- El arte en la Edad Media, volcán de espiritualidad, "Príncipe de Viana", 1940, I, 120-127.
- La portada de Santa María de Viana, "Príncipe de Viana", 1941, II, 24-53.
- De arte navarro. Esmalte pintado (del siglo XVI), "Vida vasca", 1944, XXI, 192.